# Silke Krebs

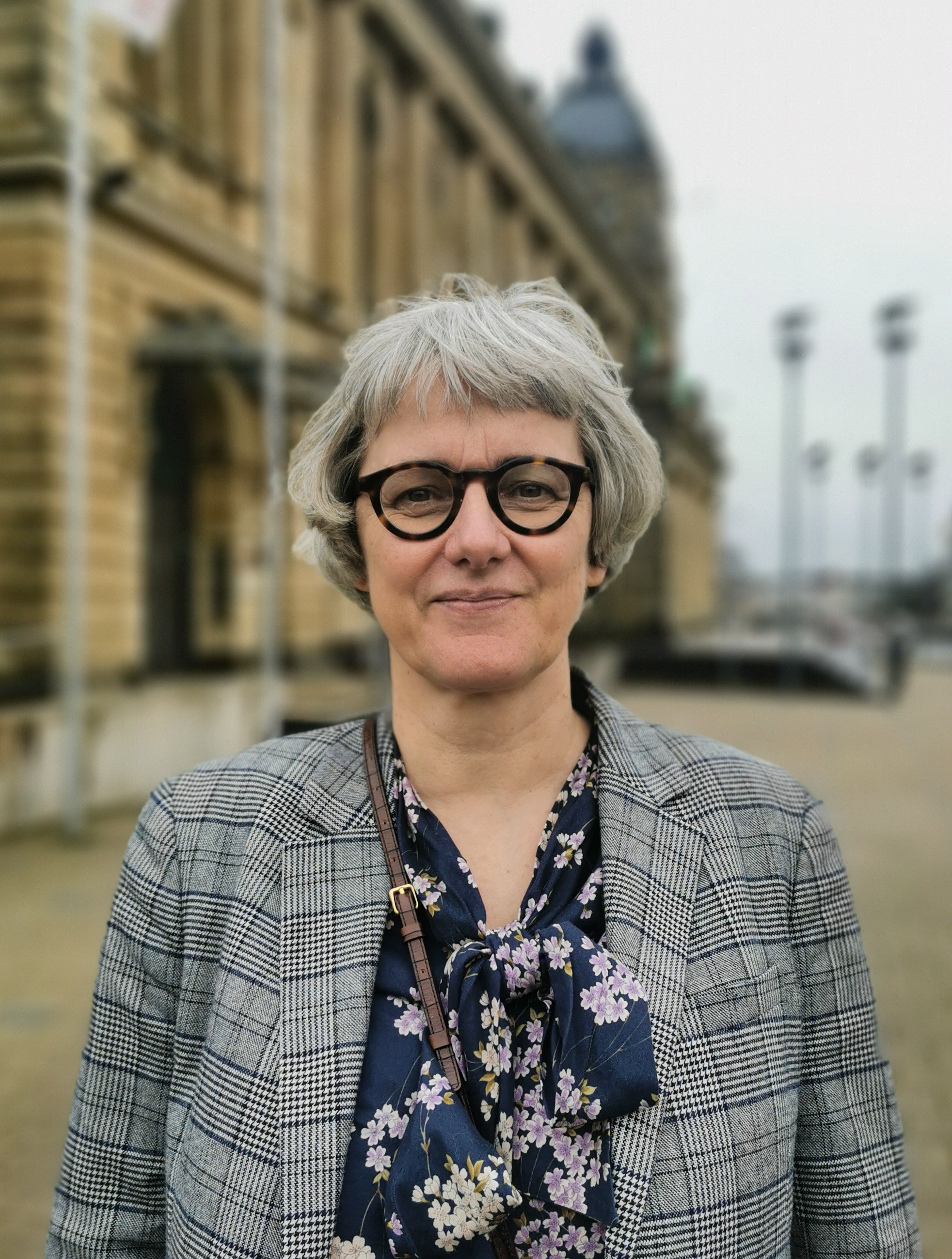
Silke Krebs (2023)

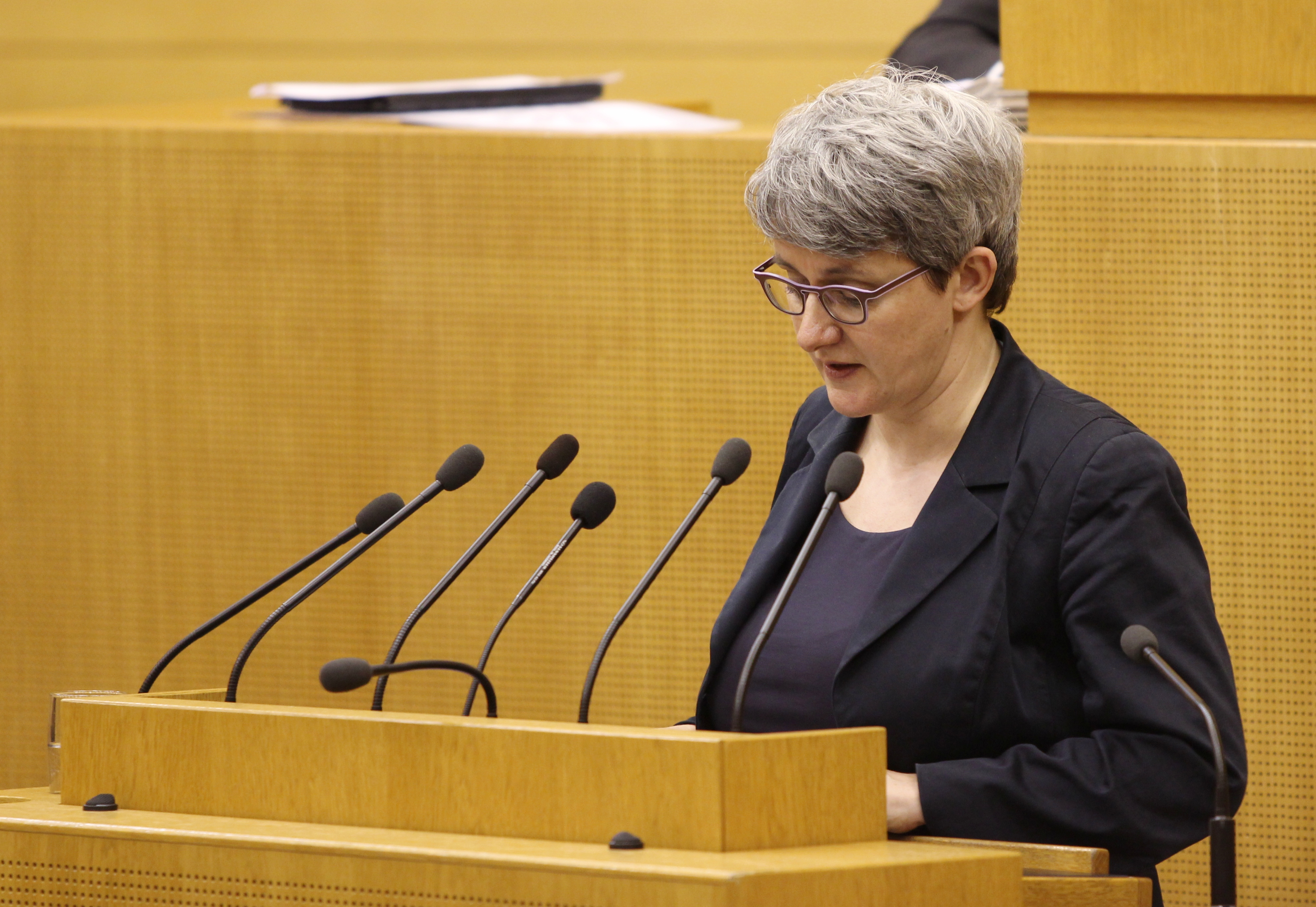
Silke Krebs (2013)

Silke Krebs (* 23. März 1966 in Aschaffenburg) ist eine deutsche Politikerin (Bündnis 90/Die Grünen). Sie war vom 21. November 2009 bis 2011 Vorsitzende des Landesverbands Baden-Württemberg von Bündnis 90/Die Grünen. Der grün-roten Landesregierung des Ministerpräsidenten Winfried Kretschmann gehörte sie von 2011 bis 2016 als Ministerin im Staatsministerium an. Von 2019 bis 2022 war sie Staatsrätin beim Senator für Finanzen der Freien Hansestadt Bremen. Seit Juni 2022 ist sie Staatssekretärin im Ministerium für Wirtschaft, Industrie, Klimaschutz und Energie des Landes Nordrhein-Westfalen.

## Leben
Nach Schulbesuch in Göppingen studierte Krebs zunächst in Freiburg Mineralogie. Nach der Geburt ihrer Tochter machte sie eine Umschulung und arbeitete für die Freiburger Stadtwerke.
Krebs saß zwischen 1989 und 1994 für die Grünen im Freiburger Gemeinderat. Ab 2001 war sie in den Wahlkreisbüros verschiedener grüner Landtagsabgeordneter tätig, zunächst für Dieter Salomon, ab 2002 für Edith Sitzmann sowie von 2006 bis 2008 für Bärbl Mielich. Seit 2008 war sie Referentin für Öffentlichkeitsarbeit der grünen Landtagsfraktion. Silke Krebs war von 2001 bis 2008 Mitglied im Kreisvorstand der Freiburger Grünen und seit 2005 Mitglied im erweiterten Landesvorstand. Auf der Landesdelegiertenkonferenz im November 2009 in Biberach wählten sie die baden-württembergischen Grünen zusammen mit Christian Kühn zu einer von zwei gleichberechtigten Landesvorsitzenden. Ihre Nachfolgerin im Amt der Landesvorsitzenden war Thekla Walker.
Am 12. Mai 2011 wurde Krebs als Mitglied im Kabinett Kretschmann I im Landtag als neue Ministerin im Staatsministerium vereidigt. Am 14. März 2016, einen Tag nach der Landtagswahl, kündigte sie ihren Rücktritt als Staatsministerin zum 18. März 2016 an und vollzog diesen auch wie angekündigt. Sie arbeitete danach zunächst als freiberufliche Strategieberaterin und Coach, bevor sie im April 2018 als Vorstandsreferentin für politische Kommunikation zur grünen Bundestagsfraktion nach Berlin wechselte.
Vom 16. September 2019 bis zum 29. Juni 2022 war Krebs Staatsrätin beim Senator für Finanzen der Freien Hansestadt Bremen. Am 29. Juni 2022 wurde sie zur Staatssekretärin im Ministerium für Wirtschaft, Industrie, Klimaschutz und Energie des Landes Nordrhein-Westfalen ernannt.